# WWF國際重量級冠軍
WWF國際重量級冠軍（英語：WWF International Heavyweight Championship），是隸屬於世界摔角娛樂的前身，也就是世界摔角聯盟的一冠軍項目。WWF國際重量級冠軍於1959年成立，於1985年退役。